# Gerhard Neumann (Informatiker)
Gerhard Neumann (* 1981) ist ein Informatiker und Professor am Karlsruher Institut für Technologie, der sich auf maschinelles Lernen und Robotik spezialisiert hat.

## Werdegang
Gerhard Neumann studierte Informatik an der Technischen Universität Graz, wo er 2012 promoviert wurde. 2011 wechselte er als Postdoktorand an die Technische Universität Darmstadt, wo er ab 2019 eine W1-Professur übernahm. Ab 2016 lehrte er als Professor am Lincoln Centre for Autonomous Systems der University of Lincoln im Vereinigten Königreich. 2019 wechselte er auf eine Industry on Campus Professur an die Universität Tübingen.
Seit Januar 2020 ist Neumann Professor am Karlsruher Institut für Technologie, wo er den Lehrstuhl für Autonome Lernende Roboter leitet. Zudem ist er seit Januar 2020 Direktor am FZI Forschungszentrum Informatik im Bereich Intelligent Systems and Production Engineering.
2024 erhielt Neumann einen ERC Consolidator Grant in Höhe von rund 2,4 Millionen Euro für seine Forschung zu autonom lernenden Robotern.

## Forschungsschwerpunkte
Neumanns Forschung konzentriert sich auf die Entwicklung daten-effizienter maschineller Lernalgorithmen für komplexe Robotikanwendungen. Ein besonderer Fokus liegt dabei auf Methoden des Reinforcement Learning und des Imitation Learning, die es auch Nicht-Experten ermöglichen sollen, Robotern komplexe Fähigkeiten intuitiv beizubringen.

## Werke (Auswahl)
- Mit Peters, J.: Fitted Q-iteration by advantage weighted regression. In: 22nd Annual Conference on Neural Information Processing Systems, NIPS 2008. Vancouver, BC, Canada 2009., S. 1177–1184
- Mit Maass, W.; Peters, J.: Learning complex motions by sequencing simpler motion templates. In: Proceedings of the 26th International Conference On Machine Learning, ICML 2009, Montreal, QC, Canada, S. 753–760
- Variational inference for policy search in changing situations. In: Proceedings of the 28th International Conference on Machine Learning, ICML 2011, Bellevue, WA, USA, S. 817–824
- Mit G. J. Maeda, M. Ewerton et al.: Probabilistic movement primitives for coordination of multiple human-robot collaborative tasks. In: Autonomous robots, 41 (3), 2017. S. 593–612. doi:10.1007/s10514-016-9556-2
- Mit Mohtasib, A.; Cuayáhuitl, H.: A Study on Dense and Sparse (Visual) Rewards in Robot Policy Learning. In: C. Fox (Hrsg.): Proceedings Towards Autonomous Robotic Systems: 22nd Annual Conference, TAROS 2021, Lincoln, UK. S. 3–13, Springer-Verlag. doi:10.1007/978-3-030-89177-0_1
- Mit Lončarević, Z.; Li, G.; Gams, A.: An Encoder-Decoder Architecture for Smooth Motion Generation. In: T. Petrič (Hrsg.). Advances in Service and Industrial Robotics – RAAD 2023. Springer Nature Switzerland.  S. 358 – 366 doi:10.1007/978-3-031-32606-6_42
- Mit M. Hüttenrauch: Robust Black-Box Optimization for Stochastic Search and Episodic Reinforcement Learning. In: Journal of machine learning research 25, 2024. S. 153:1–153:44